# 武雄警察署
武雄警察署（たけおけいさつしょ）は、佐賀県警察が管轄する警察署の一つで、杵藤地区に属する。

## 概要
武雄市1市を管轄。1市1署体制となっているのは佐賀県内の警察署では武雄警察署のみである。
2006年（平成18年）3月1日に、初代武雄市と杵島郡山内町・北方町が合体して二代目の武雄市が発足する以前は、武雄市と山内町が武雄警察署、北方町が大町警察署の管内であった。2006年（平成18年）4月1日に大町警察署が白石警察署と統合したことで、旧北方町が武雄警察署の管轄区域に編入され、武雄警察署の管轄面積が拡大した。

## 管轄区域
- 武雄市

## 所在地
- 佐賀県武雄市武雄町大字武雄5846番地

## 沿革
- 1878年（明治11年）
  - 1月18日 - 柄崎警察仮出張所を「柄崎警察署（柄崎は「つかさき」）」とし、秀津・高津原（後の鹿島）・塩田に支署を設置。
  - 9月26日 - 統合により「佐賀警察署武雄分署」となる。
- 1982年（明治15年）4月20日 - 「武雄警察署」として独立。
- 1894年（明治17年）7月 - 武雄町大字武雄7309番地に新庁舎が完成。
- 1896年（明治19年）3月25日 - 鹿島警察署が独立。秀津・小田分署は引き続き所管。
- 1897年（明治30年）1月 - 六角（旧・秀津）分署を所管。
- 1919年（大正8年）4月 - 本館訓示場等を改築。
- 1923年（大正12年）11月20日 - 火災が発生し、本館と倉庫以外を焼失。
- 1924年（大正13年）4月 - 消失した訓示場および留置場を新築。
- 1939年（昭和14年）11月 - 刑事室を新設。司法室を増設。
- 1940年（昭和15年）6月 - 経済保安室、特高室を新設。刑事室を増築。
- 1945年（昭和20年）12月 - 訓示室を進駐軍寝室に、特高室を進駐軍事務所に改造。
- 1946年（昭和21年）10月 - 平屋建ての本館を2階建てに改築。
- 1948年（昭和23年）3月7日 - 杵島郡内の警察署は以下のように分離。
  - 自治体警察 - 武雄町警察署、北方町警察署、大町町警察署
  - 国家地方警察 - 東杵島地区警察署（旧・六角署）、西杵島地区警察署（旧・武雄署）
- 1951年（昭和26年）10月1日 - 自治体警察が廃止され、以下の警察署に改組される。
  - 国家地方警察 - 「武雄地区警察署」、大町地区警察署、白石地区警察署
- 1954年（昭和29年）7月1日 - 警察法改正により、「佐賀県警察 武雄警察署」となる。
  - 同時に大町地区警察署は「大町警察署」、白石地区警察署は「白石警察署」となる。
- 1963年（昭和38年）5月 - 現在地に新庁舎が完成。
- 2006年（平成18年）
  - 3月1日 - 初代武雄市・山内町・北方町が合併して二代目の武雄市が発足。北方町を除く武雄市が武雄警察署の管轄区域となる。
  - 4月1日 - 旧北方町の管轄が大町警察署から武雄警察署に移管。武雄市全域が武雄警察署の管轄区域となる。同日、大町警察署は白石警察署と統合。

## 交番
- 武雄温泉駅前交番

## 駐在所
朝日町
- 朝日駐在所

橘町
- 橘駐在所

若木町
- 若木駐在所

武内町
- 武内駐在所

川登地区
- 東川登駐在所
- 西川登駐在所

北方町
- 大崎駐在所
- 志久駐在所
- 橋下駐在所

山内町
- 三間坂駐在所
- 宮野駐在所

## 参考資料
- 「佐賀県警察史 下巻」（1977年（昭和52年）1月発行, 佐賀県警察史編さん委員会）p.152～